# Belleau
Belleau er en fransk kommune og landsby i departementet Aisne i Normandiet. Byen er mest kendt for,
at Slaget ved Bois de Bealleau under 1. verdenskrig blev udkæmpet her.

## Demografi
| 1793 | 1800 | 1806 | 1821 | 1831 | 1836 | 1841 | 1846 | 1851 | 1856 | 1861 | 1866 |
| ---- | ---- | ---- | ---- | ---- | ---- | ---- | ---- | ---- | ---- | ---- | ---- |
| 217  | 253  | 240  | 249  | 380  | 257  | 286  | 281  | 263  | 263  | 257  | 262  |
| 1872 | 1876 | 1881 | 1886 | 1891 | 1896 | 1901 | 1906 | 1911 | 1921 | 1926 | 1931 |
| 257  | 245  | 222  | 216  | 213  | 192  | 199  | 238  | 199  | 154  | 175  | 193  |
| 1936 | 1946 | 1954 | 1962 | 1968 | 1975 | 1982 | 1990 | 1999 | 2006 |      |      |
| 158  | 122  | 138  | 126  | 117  | 109  | 119  | 134  | 135  | 132  |      |      |